# سعدان صوفي كولومبي
سعدان صوفي كولومبي (الاسم العلمي:Lagothrix lugens) هو نوع من الحيوانات يتبع جنس سعدان صوفي من فصيلة السعادين العنكبوتية.